# Exarchat apostolique du Venezuela des syro-catholiques
L'exarchat apostolique du Venezuela des syro-catholiques est une juridiction de l'Église catholique destinée aux fidèles de l'Église catholique syriaque, Église orientale en communion avec Rome, résidant au Venezuela. 

## Histoire et organisation
L'exarchat apostolique est érigé le 22 juin 2001, par le pape Jean-Paul II. L'exarchat couvre le territoire vénézuélien. 
Le siège de l'exarchat se trouve à Maracay dans l'État d'Aragua.

## Liste des exarques
- 28 juin 2001 - 13 septembre 2001: Denys Antoine Chahda, nommé archevêque d'Alep
- 17 mai 2003 - 1er mars 2011: Iwannis Louis Awad
- Depuis le 1er mars 2011 : Timoteo Hikmat Beylouni (de)